# Castle (Band)
Castle ist eine US-amerikanische Rock- und Metal-Band aus San Francisco, Kalifornien, die 2009 gegründet wurde.

## Geschichte
Die Band wurde im Jahr 2009 gegründet. 2011 erschien bei dem deutschen Label Ván Records das Debütalbum In Witch Order, das vom norwegischen Metal Hammer zum Album des Jahres gewählt wurde. Das Roadburn Festival ernannte die Gruppe zum Newcomer des Jahres. Kurz darauf erschien das zweite Album Blacklands, wobei es in Nordamerika bei Prosthetic Records veröffentlicht wurde. Um das Album zu bewerben, hielt die Gruppe über 200 Auftritte ab, unter anderem zusammen mit The Sword, Conan, Intronaut und Pentagram. Zudem war die Gruppe auch auf dem Roadburn Festival und den Desertfests in London und Berlin zu sehen. In den Sharkbite Studios in Oakland, Kalifornien, wurde mit dem Produzenten Billy Anderson, der bereits Blacklands produziert hatte, ein neues Album aufgenommen. Nach der Veröffentlichung von Under Siege im Jahr 2014, auf dem die Gruppe aus der Sängerin und Bassistin Elizabeth Blackwell, dem Gitarristen und Sänger Mat Davis und dem Schlagzeuger Al McCartney besteht, folgten Touren durch die USA, Europa und Kanada. Unter anderem war die Band 2015 auf dem Heavy Days in Doomtown Fest in Kopenhagen sowie auf dem Acherontic Arts Fest in Oberhausen zu sehen. Im Juni 2016 war die Band auf dem Maryland Doom Fest vertreten, ehe es im Juli und August auf eine dreiwöchige US-Tour ging, die 32 Auftritte umfasste. Im Juli erschien das Album Welcome to the Graveyard über Ván Records, das mit dem Produzenten Billy Anderson in den Type Foundry Studios in Portland, Oregon, im Winter 2015 aufgenommen worden war. Der Veröffentlichung schlossen sich zudem Auftritte in Kanada und Europa an.

## Stil
Laut Mandy Malon vom Rock Hard spielt die Band eine Mischung aus Heavy- und Doom-Metal. Im Interview mit ihr gab Mat Davis an, dass das Lied Hammer and the Cross von Welcome to the Graveyard von Black Sabbaths Born Again, Dios Holy Diver und Mötley Crües Too Fast for Love beeinflusst worden sei. Die Entstehung der Lieder würde oft von Büchern und Filmen beeinflusst werden. Veil of Death basiere auf einem Buch über Wikingersagen, Amphora von Aleister Crowley habe Traitors Rune und Transcendental Magic von Éliphas Lévi beeinflusst. Eine Ausgabe zuvor hatte Thorsten Dörtling das Album rezensiert. Als Besonderheit hob er den weiblichen Gesang hervor, der jedoch für manche Personen als zu streng und schräg empfunden werden könnte. Elizabeth Blackwell singe mit einem „leicht verschmierten Pöbelorgan“, während Mat Davis mit „aggressiv hingerülpsten Vocals“ singe. Marc Halupczok vom Metal Hammer stellte in seiner Rezension zu In Witch Order fest, dass die Musik etwas mit der von The Devil’s Blood vergleichbar sei. Die Musik klinge ähnlich wie die der frühen Black Sabbath. Blackwells Gesang klinge klar, kühl und distanziert, die Texte seien okkult und von Charles Baudelaire und William Blake inspiriert und der Klang der Songs dumpf und knarzig. Halupczok bezeichnete die Musik als eine Mischung aus Rock der 1970er Jahre und Doom Metal.

## Diskografie
- 2011: In Witch Order (Album, Ván Records)
- 2012: Blacklands (Album, Ván Records)
- 2014: Second Coming / Labyrinth of Death (Single, Ván Records)
- 2014: Under Siege (Album, Ván Records)
- 2015: Deadhand Hexagram (Single, Ván Records)
- 2016: Welcome to the Graveyard (Album, Ván Records)